# Peter Isaacson
Peter Stuart Isaacson (31 de julho de 1920 – 7 de abril de 2017) foi um editor australiano e piloto militar condecorado. Ele era o proprietário da Peter Isaacson Publications, editor de várias revistas comerciais e jornais suburbanos, incluindo o Southern Cross e o Sunday Observer em Melbourne. Durante a Segunda Guerra Mundial, ele serviu na Royal Australian Air Force (RAAF) como piloto do RAF Bomber Command e recebeu a Distinguished Flying Cross, a Air Force Cross e a Distinguished Flying Medal.
Em 8 de dezembro de 1940, Isaacson, aos dezenove anos, alistou-se na Royal Australian Air Force (RAAF). Depois de completar seu treinamento na Austrália e no Canadá, ele foi enviado para o Reino Unido e ingressou no Esquadrão No. 460 RAAF em RAAF Breighton, Yorkshire, como sargento piloto.